# Lubeca

Die Lubeca vor dem Kaisertor bei der Kanaleröffnung 1900

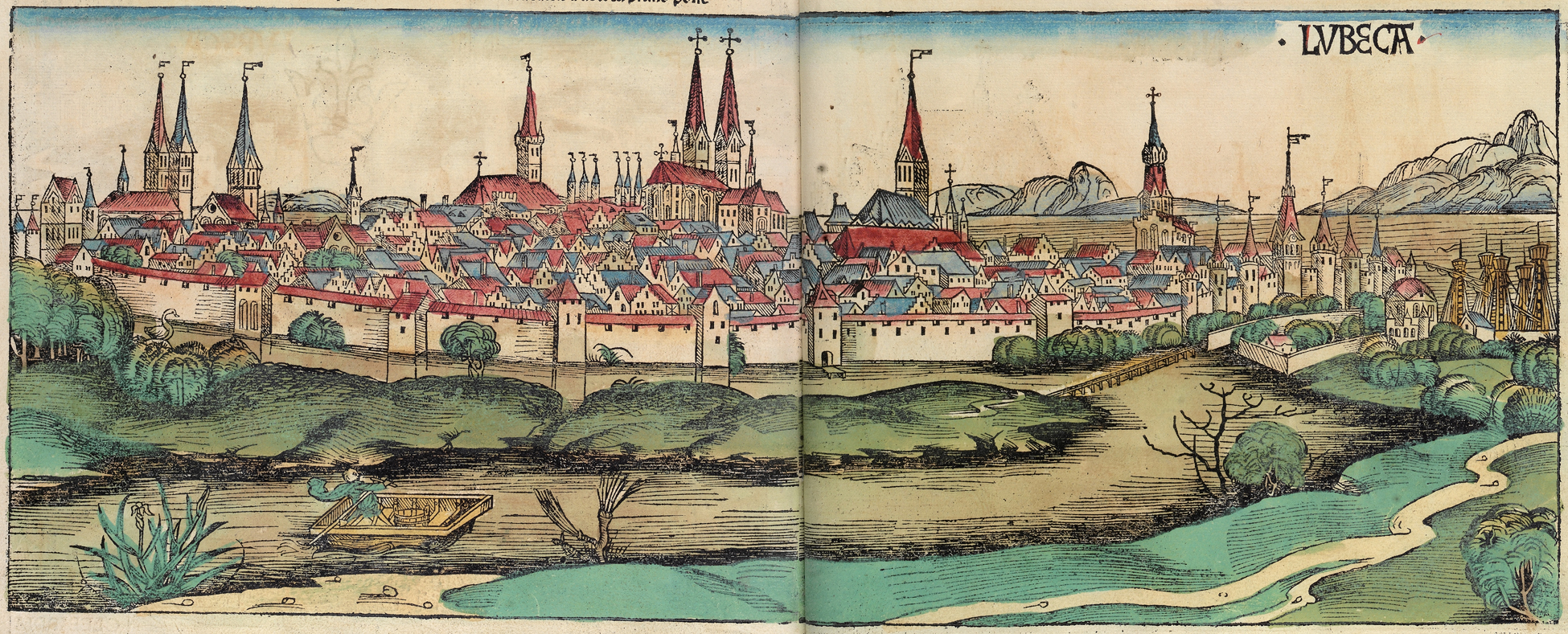

Lubeca ist der mittelalterliche lateinische Name der Hansestadt Lübeck. Lubeca ist weiter als die aus dem 19. Jahrhundert stammende verklärende Allegorie für die Stadt Lübeck zu verstehen und von ihrer Bedeutung (auf regionaler Ebene) identisch mit der Germania für das Deutsche Reich, der Helvetia für die Schweiz, der Britannia für Großbritannien, der Bavaria für Bayern, der Franconia für Franken, der Borussia für Preußen, der Brunonia für Stadt und Land Braunschweig, der Hammonia für Hamburg oder der Brema für Bremen.
Die allegorische Stadtgöttin Lubeca findet sich beispielsweise auf der 1835 von Adolph Menzel gestalteten höchsten Auszeichnung der Stadt, der Gedenkmünze Bene Merenti, als die göttliche Personifikation des genius loci Lübecks.
Daraus abgeleitet, tragen verschiedene Lübecker Unternehmen diesen Namen:
- Lubeca-Werke GmbH, ein ehemaliger Verpackungsmittel- und Waffenhersteller[1], siehe auch Schmalbach-Lubeca
  - dort zuerst entwickelt: Lubeca Autoklaven, eine Marke der Maschinenbau Scholz, Coesfeld
- Lubeca Lübecker Marzipan-Fabrik v. Minden & Bruhns, ein Hersteller von Lübecker Marzipan
- Lubeca Versicherungskontor GmbH, ein Tochterunternehmen der Possehl-Gruppe
- Paket Logistik Lubeca, ein Vertragspartner von DPD.